# فرانسيس ديفيس
فرانسيس ديفيس (بالإنجليزية: Frances Davis)‏ هي ممرضة أمريكية، ولدت في 28 أبريل 1882 في شيلبي في الولايات المتحدة، وتوفيت في 11 مايو 1965 في ديترويت في الولايات المتحدة.